# レモネード (FLYING KIDSのアルバム)
『レモネード』は、FLYING KIDS6枚目のオリジナル・アルバム。1992年12月16日にビクター音楽産業より発売された。

## 解説
前作からわずか4か月で発売。天国まであと3歩シリーズ STEP.3・VHS｢FKV -天国まであと3歩-｣と同時発売。

## 収録曲
（全曲：浜崎貴司、編曲：FLYING KIDS）
1. レモネード
作曲：飯野竜彦
2. あなただけ
作曲：加藤英彦
3. 君とサザンとポートレート
作曲：浜崎貴司
7枚目のシングル。
4. 強引なんだね
作曲：伏島和雄
5. 冬になれば
作曲：加藤英彦
6. 少年と少女のようなキスをもう一度
作曲：伏島和雄